# Mohammed Chaouch
Mohammed Chaouch (arab. محمد شاؤوش, ur. 12 grudnia 1966 w Berkane) – piłkarz marokański grający na pozycji napastnika.

## Kariera klubowa
Chaouch karierę piłkarską rozpoczął w klubie Renaissance Berkane i w jego barwach zadebiutował w 1983 roku w pierwszej lidze marokańskiej. Następnie w 1985 roku przeszedł do Kawkabu Marrakesz. Grał tam do końca sezonu 1987/1988, a jego największym sukcesem było zdobycie Pucharu Maroka w 1987 roku.
Latem 1988 Mohammed wyjechał do Francji i został zawodnikiem pierwszoligowego AS Saint-Étienne. W drużynie "Zielonych" spędził dwa sezony, w których zdobył 5 goli. W 1990 roku został zawodnikiem FC Istres, grającego w rozgrywkach Ligue 2. Nie zdołał wywalczyć awansu do Ligue 1, ale dwukrotnie z rzędu należał do najlepszych strzelców zespołu. W 1992 roku odszedł z Istres do FC Metz, dla którego przez rok zdobył 6 goli. Z kolei w 1993 roku podpisał kontrakt z OGC Nice. Już po roku gry awansował z Ligue 2 do Ligue 1 i wtedy też stworzył atak z Algierczykiem Liazidem Sandjakiem. W 1997 roku wygrał z drużyną z Nicei finał Pucharu Francji (zwycięstwo po serii rzutów karnych z EA Guingamp). W tym samym roku spadł jednak z Nice do Ligue 2, a po sezonie odszedł do Stade Lavallois i tam też występował przez dwa lata.
W 1999 roku Chaouch trafił do cypryjskiego APOEL-u Nikozja. W 2000 roku będąc zawodnikiem tego klubu zakończył karierę piłkarską.
| Sezon   | Klub                | Kraj    | Rozgrywki  | Mecze | Bramki |
| ------- | ------------------- | ------- | ---------- | ----- | ------ |
| 1983/84 | Renaissance Berkane | Maroko  | GNF 1      | ?     | ?      |
| 1984/85 | Renaissance Berkane | Maroko  | GNF 1      | ?     | ?      |
| 1985/86 | Kawkab Marrakesz    | Maroko  | GNF 1      | ?     | ?      |
| 1986/87 | Kawkab Marrakesz    | Maroko  | GNF 1      | ?     | ?      |
| 1987/88 | Kawkab Marrakesz    | Maroko  | GNF 1      | ?     | ?      |
| 1988/89 | AS Saint-Étienne    | Francja | Ligue 1    | 20    | 5      |
| 1989/90 | AS Saint-Étienne    | Francja | Ligue 1    | 16    | 0      |
| 1990/91 | FC Istres           | Francja | Ligue 2    | 23    | 11     |
| 1991/92 | FC Istres           | Francja | Ligue 2    | 33    | 18     |
| 1992/93 | FC Metz             | Francja | Ligue 1    | 25    | 6      |
| 1993/94 | OGC Nice            | Francja | Ligue 2    | 29    | 7      |
| 1994/95 | OGC Nice            | Francja | Ligue 1    | 32    | 12     |
| 1995/96 | OGC Nice            | Francja | Ligue 1    | 36    | 3      |
| 1996/97 | OGC Nice            | Francja | Ligue 1    | 32    | 8      |
| 1997/98 | Stade Lavallois     | Francja | Ligue 2    | 39    | 8      |
| 1998/99 | Stade Lavallois     | Francja | Ligue 2    | 34    | 2      |
| 1999/00 | APOEL FC            | Cypr    | Division A | ?     | ?      |

## Kariera reprezentacyjna
W reprezentacji Maroka Chaouch zadebiutował w 1986 roku. W 1992 roku wystąpił w Pucharze Narodów Afryki 1992, jednak Marokańczycy odpadli już po fazie grupowej. Z kolei w 1994 roku selekcjoner Abdellah Blinda powołał go do kadry na Mistrzostwa Świata w USA. Na tym turnieju zaliczył dwa spotkania, przegrane 0:1 z Belgią i 1:2 z Arabią Saudyjską. W 27. minucie tego drugiego zdobył honorowego gola dla Maroka. W kadrze narodowej grał do końca 1994 roku.